# Motuziwka
Motuziwka (ukr. Мотузівка) – wieś na Ukrainie, w obwodzie charkowskim, w rejonie berestyńskim, w hromadzie Sachnowszczyna. W 2001 roku liczyła 703 mieszkańców, spośród których 685 wskazało jako ojczysty język ukraiński, 7 rosyjski, a 11 inny.
W latach 1919-2024 miejscowość nosiła nazwę Olijnyky (ukr. Олійники).